# Ferdinand von Fürstenberg (1626–1683)

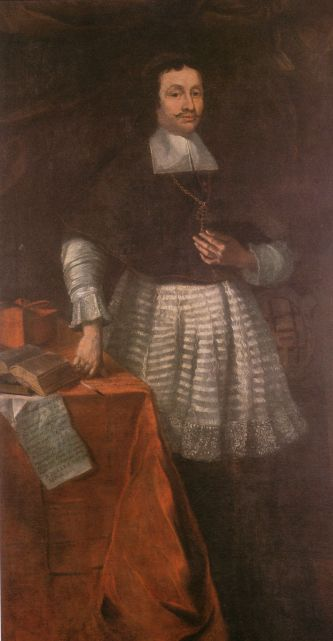
Fürstbischof Ferdinand II. – Stifterbild für das Franziskanerkloster in Paderborn von Johann Georg Rudolphi 1672

Ferdinand Freiherr von Fürstenberg, zeitgenössisch auch Ferdinandus liber baro de Furstenberg, (* 26. Oktober 1626 auf Burg Bilstein im Herzogtum Westfalen; † 26. Juni 1683 in Paderborn) war als Ferdinand II. seit 1661 Fürstbischof von Paderborn und seit 1678 auch von Münster, bereits 1667/68 dessen Koadjutor. Er beseitigte maßgeblich die Folgen des Dreißigjährigen Krieges im Hochstift Paderborn. Außenpolitisch folgte er dem Grundsatz der bewaffneten Neutralität, neigte aber immer deutlicher der französischen Position zu. Er zeichnete sich als Autor historischer Werke, als Dichter lateinischer Lyrik sowie als Korrespondent mit den bedeutenden Gelehrten seiner Zeit aus. Daneben trat er auch als Mäzen hervor und ließ insbesondere zahlreiche Kirchenbauten errichten oder erneuern. Er gilt als einer der herausragendsten Vertreter des Barockkatholizismus.

## Herkunft und Ausbildung
Ferdinand von Fürstenberg stammte aus dem westfälischen Adelsgeschlecht von Fürstenberg. Sein Vater war der kurkölnische Landdroste Friedrich von Fürstenberg. Die Mutter war Anna Maria, geb. von Kerpen. Er war das elfte Kind aus dieser Ehe. Zu seinen Geschwistern zählen der Geistliche, Künstler und Offizier Caspar Dietrich von Fürstenberg, der spätere Dompropst in Münster und Paderborn Johann Adolf von Fürstenberg, der Stammherr Friedrich, der Domdechant Wilhelm und der Landkomtur Franz Wilhelm. Sein Patenonkel war der Kurfürst Ferdinand von Bayern.
Diesem hatte er es zu verdanken, dass er bereits im Alter von sieben Jahren eine Dompräbende in Hildesheim erhielt. Durch die Fürsprache des Kaisers kam 1639 eine Pfründe im Domkapitel von Paderborn hinzu.
Entsprechend dem Familienbrauch erhielt Ferdinand von Fürstenberg eine für einen Adeligen der damaligen Zeit überdurchschnittlich gute Ausbildung. Fürstenberg besuchte zunächst das Jesuitengymnasium in Siegen. Danach studierte er Philosophie in Paderborn und Münster.
Nach dem Tod seiner Eltern kehrte Fürstenberg zeitweise auf die Burg Bilstein zurück, wo ihn der dortige Verwalter in die Grundlage der Jurisprudenz einführte. Im Jahr 1648 begann er sein Studium der Theologie und des Rechts an der Universität in Köln. Dort kam er in Kontakt mit bedeutenden Gelehrten insbesondere aus dem Umfeld der Jesuiten.
Vor allem in Münster und Köln kam er in Kontakt mit führenden Gelehrten der Zeit. Dazu zählten etwa Aegidius Gelenius. In dieser Zeit begann Fürstenberg selbst historische Studien zu treiben. In Münster lernte er auch Fabio Chigi, den Nuntius bei den Friedensverhandlungen des Dreißigjährigen Krieges und späteren Papst Alexander VII. kennen.
Im Jahr 1649 erhielt er nach dem Abschluss des Studiums Sitz und Stimme im Paderborner Domkapitel. Ein Jahr später wurde er zum Subdiakon geweiht. Von Fabio Chigi erhielt er die Einladung nach Rom zu kommen. Dort kam er zusammen mit dem Bruder Johann Adolf 1652 an.

## Geheimkämmerer und Gelehrter in Rom

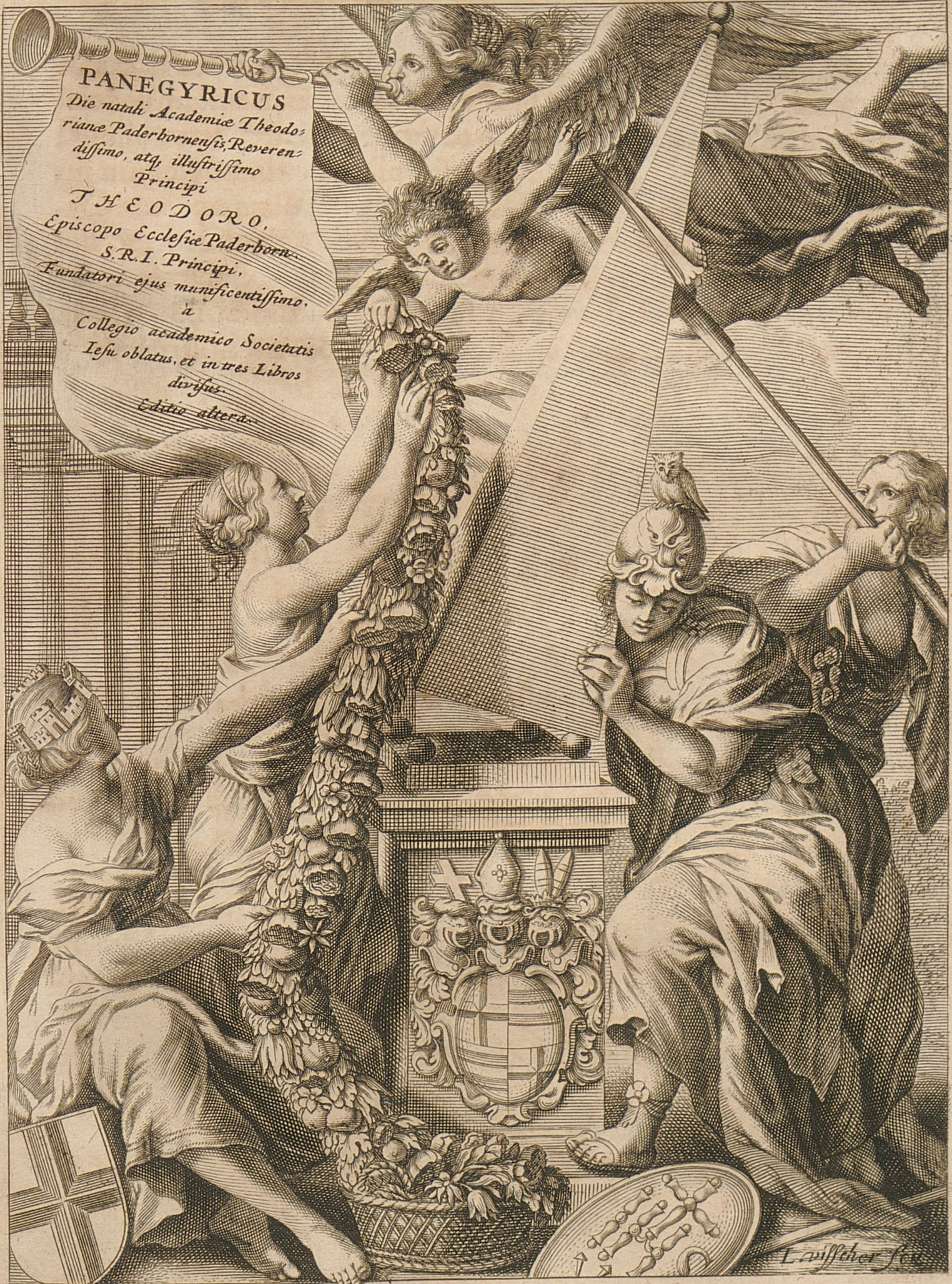
Abbildung aus den Monumenta Paderbornensia, 2. Auflage 1672

In Rom bewegte sich Fürstenberg im Gefolge Chigis. Durch diesen kam er in Kontakt mit den dortigen Gelehrten. Er lebte mit dem Philologen Nikolaes Heinsius unter einem Dach. Mit diesem verband ihn eine lebenslange Freundschaft. Ebenfalls engen Kontakt hatte er mit Lukas Holste. Dieser hat Ferdinand zu weiteren Sprachstudien veranlasst und hat ihm den Zugang zur Vatikanischen Bibliothek verschafft, die er leitete. Auch mit zahlreichen italienischen Gelehrten kam Fürstenberg in engen Kontakt.
Mit der Wahl von Fabio Chigi zum Papst Alexander VII. 1655 wurde Fürstenberg zum päpstlichen Geheimkämmerer ernannt. Wie später sein Bruder Wilhelm diente Fürstenberg dem Papst als Berater für die deutschen Angelegenheiten.
Er wurde Mitglied einer Akademie der schönen Künste. Später wurde er sogar Präsident dieser Einrichtung. Im Jahr 1657 war er Kämmerer der Erzbruderschaft am Campo Santo und Provisor der deutschen Kirche Anima.
Vor allem aber widmete er sich der wissenschaftlichen Arbeit. So fertigte er zahlreiche Abschriften von Urkunden aus den vatikanischen Archiven an. Dazu zählten etwa die Capitulatio de partibus Saxoniae Karls des Großen. Einige Funde überließ er anderen zur Veröffentlichung, einige gab er selbst heraus. Darüber hinaus trat er als Förderer großangelegter wissenschaftlicher Vorhaben wie der Herausgabe der Acta Sanctorum durch Jean Bolland und dessen Nachfolger, die Bollandisten, in Erscheinung. Die Entdeckung von Urkunden aus seiner westfälischen Heimat ließ in Ferdinand den Entschluss entstehen, eine Geschichte des Bistums Paderborn zu schreiben.
Im Jahr 1659 wurde er zum Priester geweiht. In der Folge erhielt er mehrere Pfründen. Darunter war die Propstei vom heiligen Kreuz in Hildesheim, eine Domherrenstelle in Münster und die Aussicht auf eine solche in Halberstadt.
Im Jahr 1660 wurde er Legat und überreichte Franz Wilhelm von Wartenberg die Kardinalswürde. Außerdem hatte er diplomatische Missionen bei Leopold I. und zahlreichen Reichsfürsten durchzuführen. In Westfalen hat er außerdem Quellenstudien für seine geplante Bistumsgeschichte betrieben. Nach seiner Rückkehr nach Rom widmete sich Fürstenberg vorwiegend historischen Studien im Vatikanischen Archiv.

## Zeit als Bischof
Insbesondere seinem Bruder Wilhelm hatte er 1661 die Wahl zum Bischof von Paderborn zu verdanken. Unterlegener Gegenkandidat war Maximilian Heinrich von Bayern. Noch in Rom wurde Ferdinand zum Bischof geweiht. Er empfing die Mitra in der deutschen Nationalkirche Santa Maria dell’Anima durch Kardinalstaatssekretär Giulio Rospigliosi. Erst am 4. Oktober 1661 zog er in Paderborn ein.

### Innenpolitik in Paderborn

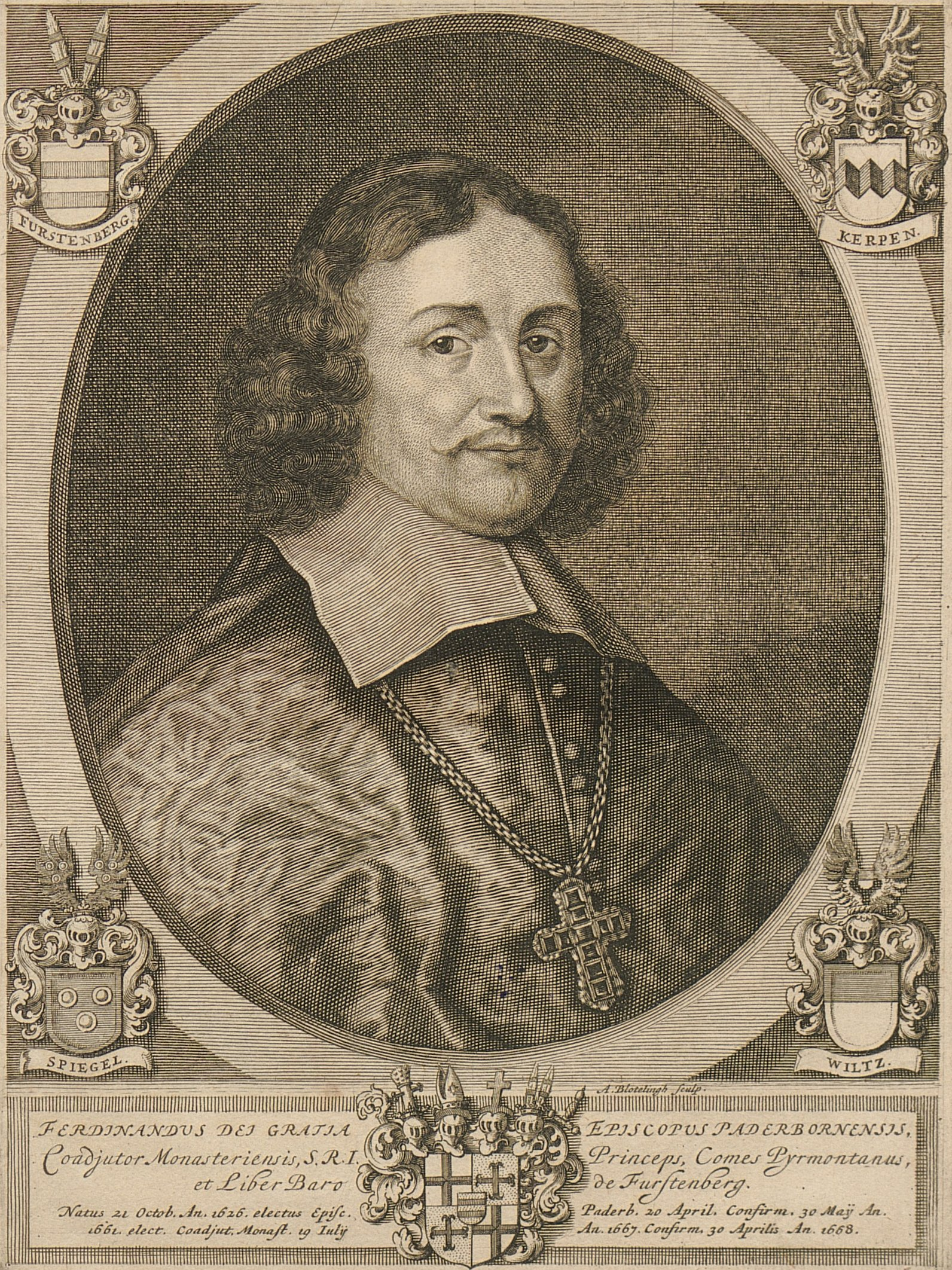
Ferdinand von Fürstenberg

Das Land litt noch immer unter den Folgen des Dreißigjährigen Krieges, da sein Vorgänger aus finanziellen Gründen das Land nicht aufbauen konnte. Ein Hauptanliegen von Ferdinand von Fürstenberg war daher die innere Gesundung des Landes. Seine zahlreichen Bauvorhaben dienten nicht zuletzt zur Beschäftigung der Handwerker des Hochstifts. Darüber hinaus kam es unter ihm zur Neunutzung von verödeten Feldern. Er erließ eine Waldordnung und ließ Einwohner- und Steuerlisten anlegen. Mit begrenztem Erfolg förderte er die Anlage von Manufakturen. Auch das Heilbad in Bad Driburg erfuhr seine Unterstützung. Zur Verbesserung der Kommunikation wurde eine Fahrpost zwischen Kassel und Amsterdam unterstützt.
Nach einem Vergleich fiel Lügde von der Grafschaft Pyrmont an das Hochstift Paderborn. In seine Zeit fällt auch die Verschärfung der Zugangsbedingungen für den Adel zum Landtag des Landes. Fortan mussten die Rittergutsbesitzer sechzehn adelige Ahnen nachweisen, wenn sie dort Sitz und Stimme haben wollten. Die Stadt Paderborn ließ er stark befestigen.
Das unter Dietrich von Fürstenberg entstandene Schulwesen und die Hochschule der Jesuiten hat Ferdinand stark gefördert. Daneben hat er aber auch versucht, das ländliche Schulwesen zu verbessern. Neue Schulen wurden gegründet.
In besonderer Weise machte sich Ferdinand um die Durchsetzung des Rechts im Land verdient. Notfalls und ohne Ansehen der Person wurden dabei strenge Urteile gefällt. Der Marschall Kurt von Spiegel und ein Pfarrer von Buke wurden etwa hingerichtet.

### Koadjutor und Bischof in Münster
Die Wahl zum Koadjutor in Münster war problematisch, da von Galen in seiner Wahlkapitulation versprochen hatte, keine solche Position zu schaffen. Insbesondere Wilhelm von Fürstenberg, der inzwischen Geheimkämmerer des Papstes war, erlangte in Rom eine Dispensbulle, die Ferdinand die Annahme des Amtes gestattete. Ferdinand garantierte vor der Wahl zusammen mit seinen Brüdern Johann Adolf von Fürstenberg und Franz Wilhelm von Fürstenberg, dass er sich bis zum Tod von Galens nicht in die Regierung des Hochstifts Münster einmischen würde. In der entscheidenden Abstimmung setzte sich Ferdinand knapp gegen den Konkurrenten den Kölner Kurfürsten Maximilian Heinrich von Bayern durch. Beide Seiten wandten sich an die Kurie in Rom. Nicht zuletzt dem Einfluss von Wilhelm von Fürstenberg war es zu verdanken, dass Ferdinands Anspruch bestätigt wurde. Damit war das Recht der Nachfolge in Münster entschieden. Der dortige Domdechant Jobst Edmund von Brabeck trat in Kölner Dienste über und wurde Statthalter im Stift Hildesheim.
Das Verhältnis zu von Galen war problematisch. Ihre Korrespondenz blieb unterkühlt. Dem militärisch denkenden von Galen blieb die gelehrte Art Ferdinands fremd.
Im November 1679 hielt Ferdinand nach dem Tod von Galens feierlich Einzug in Münster. Nach den Jahrzehnten einer ausgreifenden militärischen Machtpolitik erhoffte sich das Land Ruhe und eine Absenkung der Militärausgaben. Daher sah man dem neuen Landesherren, der als friedfertig galt zuversichtlich entgegen.
Tatsächlich ist Ferdinand nach der Übernahme des Hochstifts Münster dort einer neuen politischen Linie gefolgt. Von Galen hat im Hochstift Münster hohe Schulden hinterlassen. Dies, aber auch der eher friedliche Kurs von Ferdinand führten zu einer starken Verkleinerung der Münsteraner Truppen.
Gegenüber den Schweden hat er auf die Eroberung aus der Zeit von Galens verzichtet. Lediglich die Herrschaft Wildeshausen blieb bis zur Zahlung schwedischer Entschädigungen in der Hand des Hochstifts Münster. Von Frankreich erhielt Ferdinand 50.000 Reichstaler und Ludwig XIV. versprach sich für die katholischen Einrichtungen im Herzogtum Bremen und Fürstentum Verden einzusetzen. Weitere für das Hochstift Münster nach außen gerichtete Akte waren höchstens die Zerstörung der Landesburg Bevergern als Geste gegenüber den Niederlanden.
Auch innenpolitisch hat Ferdinand im Hochstift Münster nur wenige eigene Spuren hinterlassen. Sein Schwerpunkt blieb das Hochstift Paderborn. Die laufenden Geschäfte überließ er den von seinem Vorgänger übernommenen Beamten.

### Kirchenpolitik
Ferdinand nahm sein Priesteramt sehr ernst. Er selbst hat täglich die Messe gelesen und hat die meisten Pontifikalhandlungen selbst vollzogen. Er unternahm Visitationsreisen durch seinen Aufgabenbereich und hat die Bildung eines Klerus im Sinne der Prinzipien des Konzils von Trient vorangetrieben. Die Anstellung der Priester sollte nach deren Leistung erfolgen. Da er in den Klöstern Zentren zur Erneuerung des katholischen Glaubens im Volk sah, förderte er diese Einrichtungen. Besondere Aufmerksamkeit erfuhr die Seelsorgetätigkeit durch die Orden der Kapuziner und Jesuiten. Unterstützt wurde er durch den Generalvikar Laurentius von Dript. Papst Innozenz XI. ernannte Ferdinand 1680 zum apostolischen Vikar für Halberstadt, Bremen, Magdeburg, Schwerin und Magdeburg. Die katholische Mission sollte in diesen protestantisch gewordenen Gebieten gänzlich friedlich erfolgen. Das Missionswesen in Japan und China durch die Jesuiten hat er durch eine große Stiftung von insgesamt 101.700 Talern gefördert. Fürstbischof Ferdinand war eng verbunden mit dem dänischen Konvertiten und Naturforscher Niels Stensen, den er 1680 zu seinem münsterschen Weihbischof ernannte. Stensen hatte für Ferdinand nicht nur als gelehrter Freund Bedeutung, sondern trug auch maßgeblich zur Missio Ferdinandea bei, der Missionsstiftung des Jahres 1682 zur Volksmission in Westfalen, zur Mission in Fernost und zur Seelsorge im europäischen Norden.

### Außenpolitik
Insgesamt setzte Ferdinand auf eine friedliche Außenpolitik einer bewaffneten Neutralität, die möglichst direkte Kriegsbeteiligung vermied. Im Übrigen schwankte Ferdinands Außenpolitik zwischen Kaisertreue und der Anlehnung an Frankreich. Ferdinand war stark beeindruckt von der Persönlichkeit Ludwig XIV. Dennoch war er Familientradition folgend zunächst Anhänger Habsburgs geblieben. Später war seine Politik schwankend, ehe er zunehmend auf die französische Seite einschwenkte.

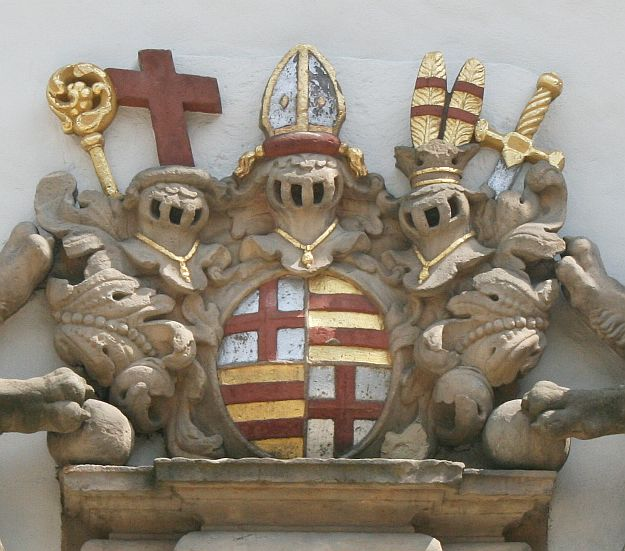
Wappen des paderbornischen Fürstbischofs Ferdinand von Fürstenberg auf dem Portal der Busdorfkirche in Paderborn (1667). Das Wappen derer von Fürstenberg wechselt mit dem Wappen des Hochstifts Paderborn (Aufnahme 2008).

Trotz seiner zur Neutralität neigenden Haltung unterstützte er mit einem kleinen Truppenkontingent den Krieg des Bischofs von Münster Christoph Bernhard von Galen, der zusammen mit Karl II. von England 1665 die Niederlande angriff. Dem Krieg selbst stand er ablehnend gegenüber, sah sich aber gezwungen von Galen zu unterstützen, um von diesem zum Koadjutor des Hochstifts Münster gemacht zu werden. Hinter den Kulissen bemühte sich Ferdinand um ein Ende des Krieges, der mit dem Frieden von Kleve im Jahr 1666 endete.
Als 1672 ein Krieg Frankreichs zusammen mit Kurköln und dem Hochstift Münster gegen die Niederlande (Holländischer Krieg) bevorstand, hat er die grundsätzliche Neutralität Paderborns erklärt, aber die münsterschen Truppen erneut durch eine kleine Einheit unterstützt. Fast gleichzeitig schloss Ferdinand eine Defensivallianz mit Kaiser Leopold I. ab, in denen beide Seiten zusagten, sich im Fall eines Angriffs zu unterstützen. Außerdem bat er den Kurfürsten von Brandenburg, der auf Seiten der Niederlande stand, bei einem Krieg das Hochstift zu verschonen. Damit glaubte er sich nach allen Seiten abgesichert zu haben. Die nach Westfalen vorgerückten Truppen des Kaisers haben im Stift Paderborn schwere Schäden angerichtet. Durch Wilhelm von Fürstenberg verlangte Ferdinand vergeblich Schadensersatz in Höhe von 25.000 Reichstalern. Erst als 1673 französische Truppen anrückten, zog die kaiserliche Armee ab. Die Franzosen verhielten sich zwar besser, hielten aber einige Zeit große Teile des Stifts besetzt. Die später zurückgekehrten kaiserlichen Truppen verheerten erneut das Land. Darunter litt auch die Position Ferdinands, der augenscheinlich nicht in der Lage war, sein Land davor zu bewahren. Köln und Münster schlossen im April 1674 Frieden mit den Niederlanden. Das Reich erklärte dagegen im Mai Frankreich den Krieg. Für Paderborn bedeutete dies das Ende der bisherigen finanziellen Unterstützung durch Frankreich.
Ferdinand unterstützte von Galen, der zusammen mit Dänemark und dem Herzogtum Braunschweig den Schweden ihre Besitzungen im Reich entreißen wollte. Der Krieg der Franzosen und ihrer Verbündeten gegen die Niederlande und deren Anhänger endete mit dem Friede von Nimwegen 1678. Noch zuvor hat Ferdinand einen Vertrag mit Frankreich zu dessen wohlwollender Unterstützung abgeschlossen, dieser wurde aber durch Ludwig XIV. nicht ratifiziert.
Nach dem Tod von Galens am 19. September 1678 übernahm Ferdinand auch im Hochstift Münster die Regierung. Gegenüber Frankreich trat er durchaus selbstbewusst auf. Er forderte als Bedingung zu weiteren Verhandlungen die früher gemachten finanziellen Zusagen und forderte Teile der von den Schweden eroberten Bistümer Verden und Bremen. Wenn Ludwig XIV. dem nicht nachgeben würde, drohte Ferdinand mit dem Beitritt zur nordischen Allianz. Die Verhandlungen kamen zu keinem Ergebnis. In der Auseinandersetzung im Norden musste Ferdinand im März 1679 Frieden schließen. Ferdinand erhielt eine schwedische Kriegsentschädigung von 100.000 Talern. Als Pfand erhielt er bis zur Zahlung die Herrschaft Wildeshausen. Nach dem Ende des Krieges wandte sich Ferdinand immer stärker Frankreich zu. Mit diesem schloss er 1680 ein Schutzbündnis ab. Auch andere Mächte umwarben ihn.

### Wissenschaftliche Betätigung

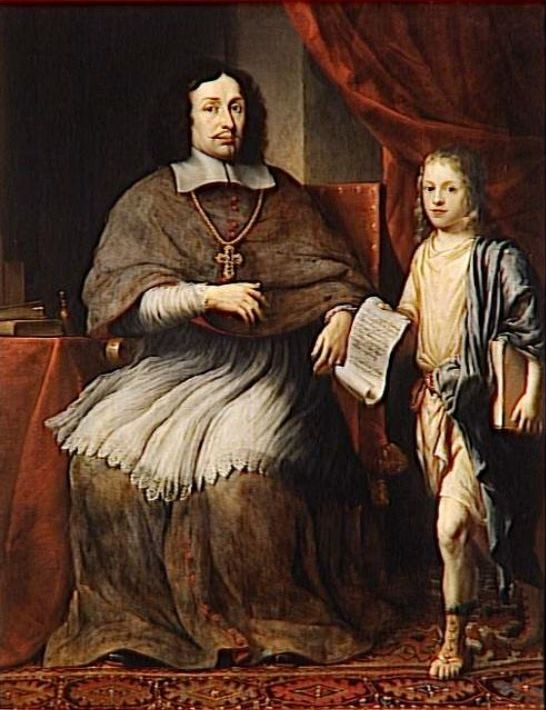
Fürstbischof Ferdinand II. empfängt die Thesen vom jungen Hendrick Daemen. Gemälde 1669 von Nicolaes Rosendael, Louvre, Paris

Fürstenberg war kulturell vielseitig interessiert und gebildet und hinterließ eine „wahrscheinlich nahezu komplette Fürsten- bzw. Bischofskorrespondenz“. Belegt sind Korrespondenz und Treffen in der Neuhäuser Residenz mit dem Universalgelehrten Gottfried Wilhelm Leibniz. Darüber hinaus stand er im Briefwechsel mit zahlreichen anderen Gelehrten der damaligen Zeit, unter anderem mit dem Universalgelehrten Hermann Conring und mit dem Jesuiten Antoine Verjus am französischen Hof. Er selbst schrieb poetische hochgeschätzte lateinische Dichtungen und veröffentlichte historische Schriften. Fürstenberg förderte zudem die Erforschung der Geschichte seines Bistums und zog zu diesem Zweck Historiker an seinen Hof.
Ferdinand von Fürstenberg verfasste zahlreiche Schriften. Bereits in Rom hatte er den Plan zu einer Geschichte der Paderborner Bischöfe gefasst. Bei den Archivstudien in Westfalen wurde er durch den Jesuiten Johann Grothaus und den Prämonstratenser aus dem Kloster Wedinghausen Friedrich Höning tatkräftig unterstützt. Zunächst hat er an einem Kommentar des Bischofskatalogs von Hermann von Kerssenbrock gearbeitet. Er verfasste auch eine Autobiographie, deren Inhalt bis zum Beginn seiner Regierungszeit reichte.
Sein Hauptwerk war eine lateinische Chronik und Topographie des Bistums Paderborn (mitsamt einer Genealogie des Geschlechts Fürstenberg). Sie erschien 1669 in Paderborn als Monumenta Paderbornensia, ex historia Romana, Francica, Saxonica eruta, novis inscriptionibus, figuris, tabulis geographicis ac notis … illustrata … Compendium vitae … Ferdinadaei, & Panegyricus Paderbornensis … und erlebte bis 1714 drei weitere Auflagen. Eine deutsche Ausgabe (Denkmale des Landes Paderborn, übersetzt von Franz Joseph Micus) erschien 1844 ebenfalls in Paderborn. Eine Prachtausgabe seiner Gedichte erschien nach seinem Tod 1684 in Paris. Insbesondere in Frankreich rief seine Sprachgewandtheit Bewunderung hervor. Neben der eigene Arbeit förderte er auch andere Historiker.

### Kunstförderer

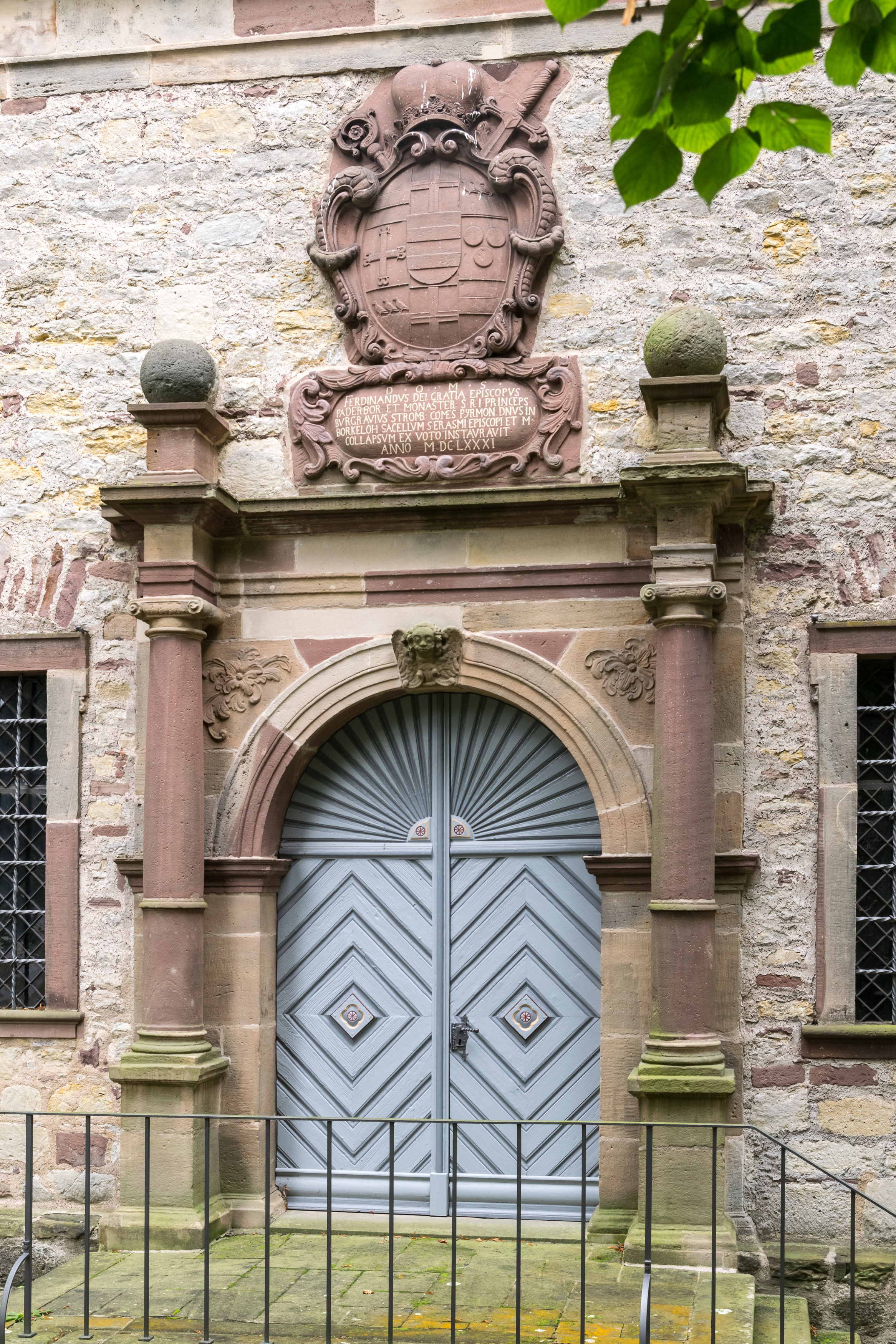
Portal der Erasmuskapelle in Warburg (1679–1681)

In Westfalen war er durch seine Auftragskunst stilbildend im so genannten Fürstenberger Barock. Fürstenberg ließ durch regionale Künstler großformatige Gemälde von Städten und Gemeinden seiner Territorien anfertigen. Diese sind zu einem Großteil erhalten. Außerdem hat sich kaum ein Bischof von Paderborn so häufig in Gemälden, aber auch Kupferstichen und anderen Bildern darstellen lassen wie Ferdinand. Er gab auch eine Reihe von Gemälden in Auftrag, die verschiedene Orte seines Bistums zeigen. Die ehemals 62 Gemälde sind allerdings nur teilweise erhalten.

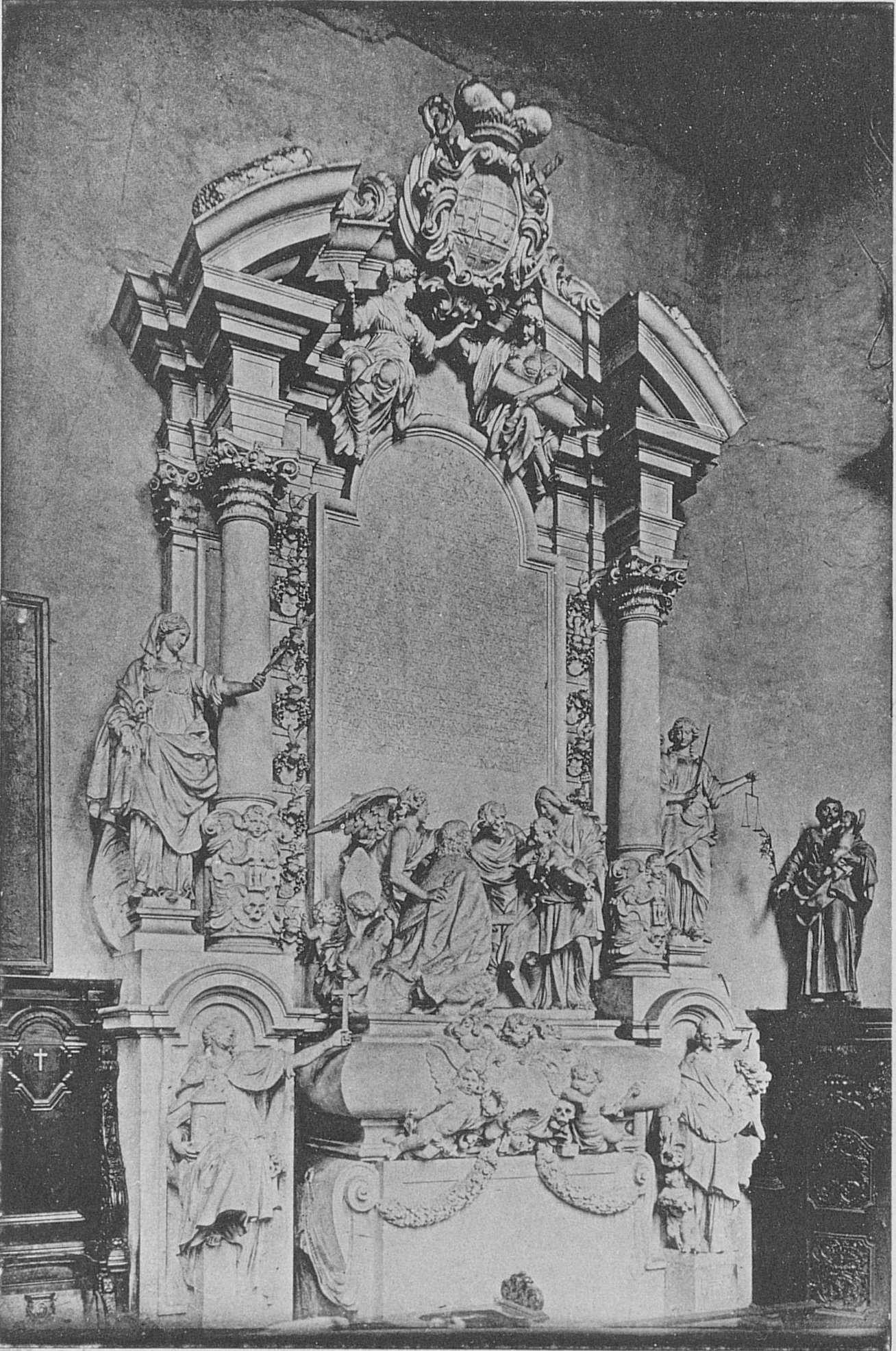
Grabdenkmal

Den Paderborner Domschatz hat er um zahlreiche wertvolle Stücke vermehrt. In Paderborn ließ er die Franziskaner- und die Kapuzinerkirche erbauen. Letztere stammte von Ambrosius von Oelde, der in der Stadt weitere Bauten schuf und Domkapellen erneuerte. Ferdinand stiftete mit der Jesuitenkirche auch den prachtvollsten Barockbau der Bischofsstadt. Die Grundsteinlegung erfolgte noch zu seinen Lebzeiten. Auch andere Kirchengebäude wie die Busdorfkirche ließ er teilweise umgestalten. Auch außerhalb der Bischofsstadt hat Ferdinand kirchliche und klösterliche Bauten durch Geldzahlungen gefördert. So ließ er etwa das Kirchenschiff der St.-Gertrudis-Kirche in Oberkirchen neu erbauen und den Turm restaurieren sowie die Kirche von Kloster Grafschaft ausschmücken. Insgesamt hat er in seinem Bistum elf Pfarrkirchen erbauen oder wiederherstellen lassen. Hinzu kamen zahlreiche Kapellen wie die Erasmuskapelle in Warburg. Bei seinen Stiftungen bedachte er auch Gebiete, wie das Herzogtum Westfalen, die außerhalb seiner Diözese lagen. In Neviges im Herzogtum Berg ließ er nach seiner Heilung von schwerer Krankheit den Bau des dortigen Franziskanerklosters vollenden.
Das letzte Denkmal, das Ferdinand schaffen ließ, war sein eigenes, ein von Johann Mauritz Gröninger nach einem Entwurf von Ambrosius von Oelde geschaffenes Grabdenkmal. Sein Grab befand sich in der Franziskanerkirche. Das Grabdenkmal wurde im Zweiten Weltkrieg durch Bomben zerstört.

## Werke (Auswahl)
- Monumenta Paderbornensia. 1669
- Cels[issi]mi ac rev[erendissi]mi principis Ferdinandi episcopi Paderbornensis … 1677 (UB Paderborn)
- Poemata Ferdinandi Episcopi Monasteriensis Et Paderbornensis, S. R. I. Principis, Comitis Pyrmontani, Liberi Baronis De Furstenberg. Paris 1684 (UB Paderborn)
- Denkmale des Landes Paderborn. Aus dem Lateinischen übersetzt und mit einer Biographie des Verfassers versehen von Franz Joseph Micus. Paderborn: Junfermann 1844 (UB Paderborn)